# Plaziște, Kărdjali
Plaziște (în bulgară Плазище) este un sat în comuna Djebel, regiunea Kărdjali,  Bulgaria. 

## Demografie
Componența etnică a satului Plaziște
     Turci (43,35%)
     Nicio identificare (8,67%)
     Bulgari (8,09%)
     Romi (0%)
     Altele (39,88%)
La recensământul din 2011, populația satului Plaziște era de 173 locuitori. Nu există o etnie majoritară, locuitorii fiind turci (43,35%) și bulgari (8,09%). Pentru 8,67% din locuitori nu este cunoscută apartenența etnică.